# إلتون جو كيندال
إلتون جو كيندال (بالإنجليزية: Elton Joe Kendall)‏ هو محامي وقاضي أمريكي، ولد في 1954 في دالاس في الولايات المتحدة.